# علی‌اکبر شکارچی
علی‌اکبر شکارچی (زادهٔ ۶ فروردین ۱۳۲۸) نوازندهٔ کمانچه، آهنگساز و مدرس موسیقی ایرانی و موسیقی لری، اهل ایران است.

## زندگی‌نامه
علی‌اکبر شکارچی در ۶ فروردین ۱۳۲۸ در روستای ایستگاه چم سنگر، از بخش پاپی، استان لرستان متولد شد. نواختن کمانچه را از کودکی تحت تأثیر نوازندگان محلی آغاز کرد و پس از اخذ دیپلم و خدمت سربازی در سن ۲۳ سالگی به تهران رفت و در سال ۱۳۵۰ وارد دانشگاه و در سال ۱۳۵۴ از دانشکده هنرهای زیبای دانشگاه تهران فارغ‌التحصیل گردید و جهت فراگیری ردیف‌های سازی و آوازی و قطعات ضربی از کلاس‌های داریوش صفوت، نورعلی برومند، محمود کریمی، یوسف فروتن، سعید هرمزی و جلال ذوالفنون بهره برد. او در طول این سال‌ها همواره از آموزش‌های علی‌اصغر بهاری نیز سود برد.
علی‌اکبر شکارچی در سال ۱۳۵۶ در نخستین آزمون موسیقی باربد به داوری علی‌اکبر شهنازی، داریوش صفوت، مهدی فروغ و مهدی برکشلی و دبیری هوشنگ ابتهاج، نفر اول رشته نوازندگی کمانچه شد.

### تدریس
وی از سال ۱۳۵۸ در دانشکده هنرهای زیبای دانشگاه تهران، دانشگاه هنر، دانشگاه سوره، کانون فرهنگی هنری چنگ و کانون فرهنگی و هنری چاووش به تدریس پرداخته‌است.
علی‌اکبر شکارچی استاد راهنمای بیش از ۱۵ پایان‌نامه مقطع کارشناسی ارشد بوده‌است. او همچنین از مؤسسین و مدیران دو کانون فرهنگی و هنری چنگ و چاووش بوده‌است.

### کنسرت در دیگر کشورها
علی‌اکبر شکارچی علاوه بر ایران کنسرتهای را در کشورهای سوئیس، سوئد، ایتالیا، آلمان، فرانسه، انگلیس، اتریش، کلمبیا، بلژیک، نروژ، اسپانیا و استرالیا اجرا نموده‌است.

## آثار
- موسیقی خلق لر (این اجرا در تیرماه ۱۳۵۸ انجام شد و به نام آلبوم موسیقی خلق لر به بازار آمد، ولی چندی بعد توقیف شد) (با همکاری حسین علیزاده)
- جرس
- کوهسار
- بیست ترانه کهن لری
- کاروانه
- خونین‌شهر (کار مشترک با عطا جنگوک)
- قطعاتی از موسیقی لری
- بهار باد (با صدای ایرج رحمانپور)
- خواب شقایق
- آلبوم صوتی ردیف میرزا عبدالله با کمانچه (۱۳۷۳)
- موسیقی فیلم خون بس (برنده جایزه منتقدان سینما) - کارگردان ناصر غلامرضایی (۱۳۶۹)
- عاشقانه (۱۳۸۶) (با تمبک آساره شکارچی)
- ایل بانگ (با تمبک آساره شکارچی)
- آلبوم چراغ افروخته (به همراهی تنبک آساره شکارچی) - پنج دی وی دی تصویری (اجرای کامل ردیف میرزا عبدالله با کمانچه)
- هفتاد نغمه در برابر باد (یک جلد کتاب شامل هجاهای شعری (ترجمه اشعار و کارکرد آهنگها) و نت‌های موسیقی‌های محلی لری، لکی و بختیاری و یک سی دی دو ساعته از هفتاد نغمه)
- موسیقی تئاتر پیر چنگی به کارگردانی هادی مرزبان
- آلبوم خوانش آوازهای ردیف میرزا عبدالله با نام مشق نام لیلی در دست انتشار است.

و همچنین ۲ جلد کتاب وزن خوانی را می‌توان نام برد و نیز تجزیه و تحلیل بیست ترانه کهن لری منتشر شده‌است.
- کتاب آموزش نوین کمانچه (ارغوان) در دو جلد: جلد اول مبتدی، جلد دوم پیشرفته